# 秦汉英雄传
《秦汉英雄传》是由中国大陆的青岛欧亚集团有限公司、北京辉煌动画公司、央视动画有限公司共同投资，并由城阳区委宣传部协助拍摄的一部全52集的高清数字大型动画片。2011年1月12日至3月5日于中国中央电视台少儿频道的银河剧场首播。
该作历时六年完成。是北京辉煌动画公司继2009年播放的《三国演义》之后推出的“中国古典名著英雄系列片”的第二作，主要为秦朝末年、汉朝初期的英雄人物与相关事迹为背景。本次作品由海峡两岸的动画人共同合作打造，主要为二维手绘动画结合三维动画而制作。总编剧还继续沿用王大为担当。角色设计由台湾漫画家游素兰设计。
片头的实际题字为《秦汉英雄传》，但北京辉煌动画公司的官方网站以《霸王传—秦汉英雄》来记述。

## 配音演员列表
| 人物   | 漢語版配音演员 |
| ------ | -------------- |
| 張良   | 刘明珠         |
| 趙蓉   | 刘明珠         |
| 西门雁 | 张 艾          |
| 刘邦   | 李 璐          |
| 项羽   | 张 震          |
| 虞姬   | 刘明珠         |
| 秦始皇 | 刘润成         |
| 李斯   | 白 涛          |
| 赵高   | 郭政建         |
| 胡亥   | 何 新          |
| 扶蘇   | 陈思宇         |
| 秦娥   | 唐 静          |
| 常山   | 郭政建         |
| 西门云 | 何 新          |
| 阎乐   | 严 明          |
| 胡姬   | 禇 珺          |
| 张彪   | 张 杰          |
| 韩信   | 崔小东         |
| 韩王孙 | 贾红翔         |
| 东海君 | 车晓彤         |
| 海姑   | 乔诗语         |
| 严明   | 张 杰          |
| 解说员 | 周 扬          |

其他中文配音演员：郭金非、刘九榕、郭盛、郑炼、伍希临、藤新、王爽

## 主创人员
片头工作人员表
- 总监制：焦利
- 总策划：孙玉胜、李建、李挺
- 监制：盛亦来、孙立杰、高建民、余培侠
- 策划：张海潮、王英、周凤英、刘圣珍、李桂锡、刘哲广
- 创意统筹：张海潮、周凤英
- 艺术总监：钱运达
- 顾问：阎善春、张晶
- 总导演：朱敏、沈寿林
- 总编剧：王大为
- 美术设计：游素兰、陈联运、余臻彦
- 音乐总导演：王继华
- 总制片人：周凤英、王英、李建
- 审字批号：(央) 动审字[2011]第001号

片尾工作人员表
- 分镜头台本：朱敏、沈寿林
- 制作总监：朱敏
- 中期制作：杨静、张迪、崔莹、王颖、王琦、沈继桓、马若梅、陈光洁、宋冰玉、冀永、赵欣、郭金凤、金曼、魏岸君、李文江、张京慧、刘佳龙、叶秋月、闫海燕、于波、张子英、骆朝、胡玥
- 技术总监：顾鹏
- 后期制作：满伟、石兴亚、常亮、霍雷、孙宇、郭亮、张黎、郑羽佳、杨雪
- 作曲：张浚鹏
- 动画特效：王继华
- 录音合成：王继华
- 配音导演：刘明珠
- 制作主任：马兵兵
- 制片：刘晓兰、孙丽、张然
- 剧务：王珺、田毅、张小军、袁媛
- 开发总监：史书魁
- 市场开发：杨溢、虞强、镡聪、张峤、胡晶晶、赵悦
- 企划总监：李永喜
- 企划宣传：孔楠、袁志刚、孙宇、于龙、刘雪冬
- 执行制片人：薛雅安、蔡志军、纪晓慧、谢健中
- 制作机构：北京辉煌动画公司
- 协助拍摄：中共青岛市城阳区委宣传部
- 国际节目发行：中国国际电视总公司节目代理部
- 国内音像发行：中国广播电影电视节目交易中心
- 国内节目发行：北京优扬文化传媒有限公司
- 国内网络合作：央视国际网络有限公司
- 图书出版发行：湖南少儿出版有限责任公司、北京鹏远翔文化传媒有限公司
- 促销卡片开发：沈阳东润制卡科技开发有限公司
- 手机游戏开发：华益天信科技（北京）有限公司
- 联合出品：北京辉煌动画公司、央视动画有限公司、青岛欧亚集团有限公司
- 广播电视节目制作经营许可证：（广媒）字第044年

## 主题歌
片头曲《烈火龙泉》
作词：王鹏/作曲：晨晨/演唱：李文骏
片尾曲《一吻赏英雄》
作词：吴晓天/作曲：路勇/演唱：可晴

## 各集标题
- 第一集 明月出关
- 第二集 义聚梅庄
- 第三集 初露锋芒
- 第四集 复韩无望
- 第五集 暗潮涌动
- 第六集 寻访东海君
- 第七集 一计双雕
- 第八集 力士千斤顶
- 第九集 徐福渡海
- 第十集 酒楼斗鸡
- 第十一集 博浪沙
- 第十二集 仙途渺茫
- 第十三集 进履受书
- 第十四集 始皇仙逝
- 第十五集 沙丘之谋 上
- 第十六集 沙丘之谋 下
- 第十七集 二世登基
- 第十八集 义释刑徒
- 第十九集 天将大乱
- 第二十集 斩蛇起义
- 第二十一集 一掷巨鼎
- 第二十二集 先发制人
- 第二十三集 李斯之死
- 第二十四集 指鹿为马
- 第二十五集 张良择主
- 第二十六集 双雄相会
- 第二十七集 薛城会盟 上
- 第二十八集 薛城会盟 下
- 第二十九集 各自算计
- 第三十集 壮志未酬
- 第三十一集 出师西征
- 第三十二集 北上救赵
- 第三十三集 斩杀宋义
- 第三十四集 巨鹿之战
- 第三十五集 胯下之辱
- 第三十六集 智伏彭越
- 第三十七集 韩信投军
- 第三十八集 替罪羔羊
- 第三十九集 不得善终
- 第四十集 约法三章
- 第四十一集 鸿门宴
- 第四十二集 西楚霸王
- 第四十三集 火烧秦宫
- 第四十四集 进退两难
- 第四十五集 火烧栈道
- 第四十六集 离楚归汉
- 第四十七集 暗度陈仓
- 第四十八集 水淹废丘
- 第四十九集 大战彭城
- 第五十集 策反九江王
- 第五十一集 十面埋伏
- 第五十二集 天地英雄